# ポストモダン
ポストモダン（英: Postmodern）またはポストモダニズム（英: Postmodernism）は、近代から脱却することを目標に、20世紀中葉から後半にかけて、哲学・芸術・建築・評論などの分野で流行した広範な思想運動である。広義には、近代のあとに続くと考えられている時代とその傾向を指す言葉である。脱近代主義とも言われる。

## 概要
ポストモダニズムは、懐疑主義的・イロニー的な姿勢、あるいは大きな物語や近代主義と関連のあるイデオロギーの拒絶によって一般的に定義され、啓蒙主義的な理性主義を批判し、政治的・経済的権力の維持におけるイデオロギーの役割に焦点を当てていることが多い。ポストモダニズムの思想家は、知識の主張（英: knowledge claim）や価値体系を、政治的・歴史的・文化的な言説、あるいはヒエラルキーの産物とみなし、偶発的または社会的条件が付いたものとして表現することが多い。ポストモダニズムが批判する共通の対象には、客観的現実・道徳・真理・人間性・理性・科学・言語・社会進歩に関する普遍主義的観念が含まれる。そのため、ポストモダニズム思想は、自己意識的、自己言及的、認識論的相対主義、道徳的相対主義、多元主義、および不遜などの傾向によって広く特徴づけられている。
ポストモダニズムの批評アプローチは、1980年代から1990年代にかけて人気を博し、カルチュラル・スタディーズや科学哲学、経済学、言語学、建築学、フェミニズム理論、文芸評論、そして文学や現代美術、および音楽などの分野における芸術運動（ポストモダン・アート）など、様々な学問・理論分野で採用された。ポストモダニズムは、脱構築、ポスト構造主義、およびインスティテューショナル・クリティークなどの学派や、ジャン＝フランソワ・リオタール、ジャック・デリダ、フレドリック・ジェイムソンなどの哲学者と結びついていることが多い。
ポストモダニズムへの批判は知的な多様性に富んでおり、ポストモダニズムは蒙昧主義を助長している、無意味である、分析的・経験的知識に何も寄与していない、などの批判がなされている。

## 成り立ち
ポスト・モダニズムという用語自体は1960年代にも確認することができるが、ポスト・モダニズムという用語が今日的な意味で使用されるようになったのは、チャールズ・ジェンクスの『ポスト・モダニズムの建築言語』（1977年）が最初であり、建築・デザインの分野で盛んに用いられた。ジャン＝フランソワ・リオタールが『ポスト・モダンの条件』（1979年）を著すと、フランス現代思想界に大きな影響を与え、その影響はアメリカを中心に広がりを見せ、やがて分野を超えて大きな時代の潮流を形成するに至った。

## 建築・デザイン
建築においては、装飾を排して「禁欲的な四角い箱」とも評される機能主義・近代合理主義に基づくモダニズム建築に対する反動として現れた。多様性、装飾性、折衷性、過剰性などを特徴とする建築のことで、1980年代はポスト・モダンの時代であると盛んにいわれ、それらの手法を顕著に具現し内・外観を特徴づけられて多くが建設された。とくに日本では「バブル景気」とも呼ばれた好景気に支えられて、ふんだんな建設費を背景に様々な実験とも見られる建築デザインが試みられ、長期にわたる企画と工期を要求される建設事業においてはバブル崩壊後の1990年代にまでその後遺は及んだ。一般に、現代人が外見的に見て特異な印象をうけるその時代の建築物は、ポスト・モダンの影響を受けたデザインのものであることが多い。
当初、「ポスト・モダニズム」という言葉も使われたが、「イズム (-ism)」とするほどの方法論構築もかなわず、のちには「ポスト・モダン」として定着し、単なる流行現象として扱われ、現在では余り用いられることはない。元来は近代建築の合理的画一性や単調さに対しての反省や批判からおこった建築スタイルではあるが、あまりの過剰性・奇異性などのあおりを受けて次の時代への可能性に至らず、模索の範囲に留まった一過的な建築表現として片付けられようとしている。一部には近代直前のアール・デコやアール・ヌーボー様式などの装飾性への参照も見られたり、あるいは脱構築主義建築のように破壊的な挑戦もあったが、建築の商業的ファッション性やセンセーショナリズムの枠の中だけに留められ、外観や内装の表面的な部分だけが情報化の渦に飲み込まれてしまっている。また、この時代の洗礼を受けた当時の若手が中堅設計家となった現代に至っては、次代の明確なデザイン理論を模索する途上で、設計の場面あるいは実際に竣工した建築において「ポスト・モダン」の影響を受けた傾向もしばしば見られる。
ポスト・モダンのプロダクト・デザインには、イタリアのデザイン集団「メンフィス」 (Memphis) がある。デザイナーのエットレ・ソットサスを中心に1981年に結成され、当初はミケーレ・デ・ルッキらイタリア人で構成され、後にインターナショナルになった。独自の形態、明るい色彩に特徴があり、家具・生活用品などにその無国籍なデザインと才能が評価され、世界的に知名度が高まった。好景気に沸いた1980年代の東京には世界中からポスト・モダンデザインの建築物やインテリア、什器などの商品が押し寄せ、溢れた。

## 芸術
芸術については､インターメディア、インスタレーションアート、コンセプチュアルアート、マルチメディアなどアヴァンギャルドなものが、ポストモダン芸術と呼ばれる。
ダンスではポスト・モダンダンスと呼ばれるものがある。

## 哲学・思想
フランスを中心に興った思想で、多かれ少なかれドイツ圏のニーチェ、フロイト、ハイデッガーらの思想を源泉とし、近代的な「主体」概念に対して構造主義によって提起された批判が背景にある。構造主義以後に構造主義を批判しつつ継承して出てきた思想傾向をポスト構造主義と呼ぶが、ポストモダニズムはポスト構造主義を下位概念として含む。吉本隆明は「マルクス主義の最終形態」と表現している。
フランス現代思想の文脈では、サルトルは、その著書『弁証法的理性批判』（1960年）において、実存主義をマルクス主義の内部に包摂することによって、史的唯物論を再構成し、ヘーゲル‐マルクス的な歴史主義とデカルト‐フッサール的な人間主義との統合を主張していた時代であったが、構造主義は、無意識的・潜在的な構造的規定要因によって主体そのものやその判断およびその可能な選択肢が構成され、あるいは少なくとも制約されているとして、マルクスの上部構造／下部構造、生産力／生産関係といった構造的な諸概念が実体化されていること、また、デカルト - フッサール的な近代的な主体を思想の前提として実体視していることを批判していた。
構造主義の祖とされるソシュール自身は構造という用語を用いておらず、自身の理論を言語学以外の分野に拡張することにも慎重であったが、クロード・レヴィ＝ストロースは、これを人類学に応用し、近代的な知と異なる野生の思考があることを示したのであった。サルトルの実存主義は、レヴィ＝ストロースとの論争を通じて急速に衰退し、構造主義が勃興していった。構造主義によれば、現象の背後にある構造を分析することによって、あるシステムの内的文法をとりだすことができ、各システムはそれにしたがって作用する。そこでは、あらゆるものが予想可能になり、偶然性や創造性といったものが排除されてしまうのである。いわゆるポスト構造主義の論者とされる者たちは、構造主義のもつ、構造を静的で普遍的なものとし、差異を排除する傾向に対して、それは西洋中心のロゴス中心主義であるとして異議を申し立てたのである。
そのような状況下において、『ポスト・モダンの条件』（1979年）を著したリオタールによれば、「ポストモダンとは大きな物語の終焉」なのであった。「ヘーゲル的なイデオロギー闘争の歴史が終わる」と言ったコジェーヴの強い影響を受けた考え方である。例えばマルクス主義のような壮大なイデオロギーの体系（大きな物語）は終わり、高度情報化社会においてはメディアによる記号・象徴の大量消費が行われる、とされた。この考え方に沿えば、“ポストモダン”とは、民主主義と科学技術の発達による一つの帰結と言える、ということだった。
このような文脈における大きな物語、近代＝モダンに特有の、あるいは少なくともそこにおいて顕著なものとなったものとして批判的に俎上に挙げられたものとしては、自立的な理性的主体という理念、整合的で網羅的な体系性、その等質的な還元主義的な要素、道具的理性による世界の抽象的な客体化、中心・周縁といった一面的な階層化など、合理的でヒエラルキー的な思考の態度に対する再考を中心としつつも、重点は論者によってさまざまであった。したがって、ポスト・モダニズムの内容も論者や文脈によってそうとう異なり、明確な定義はないといってよいが、それは近代的な主体を可能とした知、理性、ロゴスといった西洋に伝統的な概念に対する異議を含む、懐疑主義的、反基礎づけ主義的な思想ないし政治的運動というおおまかな特徴をもつということができる。

### 様々な“ポストモダニスト”
“ポストモダニスト”と言っても、人が自らを指して“ポストモダニスト”だ、と言っているのではないことに注意する必要がある。あくまで一部の評論家が“ポストモダニスト”と形容しただけのことである。
それでも参考までに“ポストモダニスト”を挙げるならば以下のようになる可能性はある。
- デリダ、ラクー＝ラバルト、ナンシー等を中心とする、脱構築を主とするデリディアン。
- ランシエール、バディウ、バリバール等を中心とする、アルチュセールに強く影響を受けたアルチュセリアン。
- フーコー、アガンベン、バトラー等の、生政治の歴史的展開の研究や、クィア理論、ジェンダーから現代批判を行なうフカルディアン。
- ドゥルーズ、ガタリ、ネグリ等の近代的社会＝経済システムに最も強い批判を投げかけるドゥルージアン。
- 他にロラン・バルトやバフチンらを経由しているクリステヴァ、ラカンの影響下にあるジジェク、ネオプラグマティズムのローティ、メディアに対する鋭い批判をなげかけるボードリヤール、キリスト教哲学の分野でジャン＝リュック・マリオンなどがいる。

この人々のなかで自らの概念として「ポストモダン」を引き受けたのはリオタールだけである。フーコーやドゥルーズなどは、この言葉に強い嫌悪を表明した。

## 社会学
社会学では、ポストモダン哲学の影響を強く受け、従来の部分／全体の二元論的発想、近代的自我に根ざした社会分析を離れつつも、難渋かつ抽象的な哲学論議に深入りすることなく、「主体と客体の脱中心化」のテーマに則った経験的記述の方法論が彫琢されている。
代表的には、「アクターネットワーク理論」のブルーノ・ラトゥール、「移動と場所の社会学」のジョン・アーリ、「非表象理論」のナイジェル・スリフト、そして、レジス・ドブレに始まるメディオロジーを挙げることができる。
日本ではバブル時代に流行し、当時の社会を讃えるナルシスティックな言説にしばしばポストモダンの論法が引用された。平成ポストモダン論の中心人物であった東浩紀も2001年に『動物化するポストモダン』において楽観的な未来予想図を表明していたが、その予測が裏切られたことは東自身認めており、平成という時代に何もかも裏切られたと語っている。

## 法学
法学では、ポストモダン哲学の影響を受けて、懐疑主義的なポストモダン法学がある。そこでは、従来の法学ではその前提を疑われることはほとんどなかった、法の中立性や自由にも重大な疑問が向けられる。

## 批判
ポストモダンに対しては、それ自体はプロパーな科学の領域にあった構造主義を哲学や思想が継承した経緯をさして、アナロジー（類推）で一部借用したにすぎない、との批判がなされた。また、物理学者ソーカルによって、いわゆるポストモダニストやカルチュラル・スタディーズを標榜する人々が、衒学的であると指摘された。ソーカルは、ポストモダンの学者の文体や数式、科学的理論を模倣した上で、彼らの志向は行き過ぎた認識的相対主義である、として非難した。
社会学者の富永健一は、『近代化の理論』で、産業化、民主主義化といった近代を成立させる条件は、いかなる意味でもなくなっておらず、ポストモダンという時代はまったく到来してはいないと批判している。
ポストモダンの思想家（評論家）は、ポストコロニアリズム、カルチュラル・スタディーズから、非西洋文化圏への強い偏見が残っていると指摘され、批判された。
ポストモダニズムは流行当時は客観的な真実の追求を嘲弄していたが、流行が去ると「応用ポストモダニズム」として社会正義を声高に主張する逆転現象が起き、過激なポリティカル・コレクトネスの源流となった。
なお、ヨーロッパ史では、1989年の東欧革命・ベルリンの壁崩壊を境に「近代」と「現代」に分けるべきだという議論が行われており、この議論に従えば、「近代」に対する批判から発生した1960年代以降のポストモダンが「近代」の事象の1つになるという一種の矛盾が生じることになる。